# Carlos Castillo Armas
Carlos Castillo Armas (Santa Lucía Cotzumalguapa, 4 de novembre de 1914 - Ciutat de Guatemala, 26 de juliol de 1957). Militar i polític guatemalenc i president de Guatemala (1954-1957).

## Biografia
El 1944 participà en el derrocament del president Jorge Ubico i fou nomenat director de l'Escola Militar. Ferm opositor del liberalisme del nou president Juan José Arévalo, va intentar derrocar-lo sense èxit poc abans de les eleccions que va guanyar Jacobo Árbenz. Aquest el va destituir del seu càrrec i el va fer arrestar. El 1951 va fugir a Hondures, des d'on va organitzar les forces opositores a la política esquerranista d'Árbenz. Va liderar el cop d'estat de 1954, amb el que va envair Guatemala recolzat per la CIA estatunidenca, incloses forces d'aviació. L'exèrcit guatemalenc no hi va oposar molta resistència, i Castillo Armas va aconseguir el poder. Va ser president de Guatemala des del 8 de juliol de 1954 fins que fou assassinat el 26 de juliol de 1957.